# Lisa Loeb
Lisa Anne Loeb (Bethesda, Maryland; 11 de marzo de 1968) es una cantautora estadounidense.
Loeb nació en Bethesda (Maryland) en una familia de origen judío. Se trasladó a Dallas (Texas) donde asistió al instituto The Hockaday School y luego estudió Literatura Comparada en la Brown University, licenciándose en 1990. La descubrió su amigo y actor Ethan Hawke, e interpretó Stay (I Missed You) para la película Reality Bites, canción por la que se hizo conocida. 
Su genuino estilo, con unas gafas que recuerdan las de Nana Mouskouri, ha sido imitado en múltiples ocasiones. Entre los diseñadores que la han vestido cabe destacar a "Miss Marple" y "Petro Zillia".

## Discografía
- Liz and Lisa 1989
- Liz and Lisa - Days Were Different 1990
- Purple Tape 1992
- Tails 1994
- Firecracker 1997
- Cake and Pie 2002
- Hello Lisa 2002
- Catch the Moon 2003
- The Way It Really Is 2004
- Cherries (EP) 2007